# فينيسيا بنك
فينيسيا بنك (Fenicia Bank)، من المصارف المالية في لبنان. تأسس عام 1959 باسم (بنك الكويت والعالم العربي).

في عام 2010، تم تغيير الاسم واصبح يعرف بفينيسيا بنك.
ويملك البنك 18 فرعا في لبنان.